# Mirosław Rybaczewski
Mirosław Rybaczewski   (Varsòvia, 8 de juliol de 1952) és un jugador de voleibol polonès, ja retirat, que va competir durant les dècades de 1960 i 1970.
El 1976 va prendre part en els Jocs Olímpics d'Estiu de Montreal, on va guanyar la medalla d'or en la competició de voleibol.
Entre 1973 i 1980 fou 167 vegades internacional per Polònia. En el seu palmarès també destaquen una medalla d'or al Campionat del Món de voleibol de 1974 i una medalla de plata al Campionat d'Europa de voleibol de 1975. A nivell de clubs jugà a l'AZS Olsztyn, amb qui va guanyar tres lligues poloneses (1973, 1976 i 1978) i dues copes poloneses ((1972 i 1982). El 1978 fou subcampió de la CEV Cup.